# 麻生工科自動車大学校
専門学校麻生工科自動車大学校（せんもんがっこうあそうこうかじどうしゃだいがっこう）は、福岡県福岡市博多区にある私立専修学校。設置者は、学校法人麻生塾。

## 設置学科
- 自動車システム工学科
- ロボット工学科
- 1級自動車整備科
- 2級自動車整備科

## 所在地
- 福岡県福岡市博多区東比恵二丁目8番28号

## 沿革
- 2008年4月1日 - 開校